# Nalini Ambady

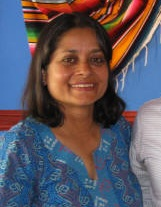
Nalini Ambady

Nalini Ambady (geboren am 20. März 1959 in Kalkutta, Indien; gestorben am 28. Oktober 2013 in Boston, Massachusetts) war eine indisch-amerikanische Sozialpsychologin und  Expertin auf dem Gebiet des nonverbalen Verhaltens und der zwischenmenschlichen Wahrnehmung.

## Werdegang
Ambady erwarb einen Bachelor-Abschluss am Lady Shri Ram College für Frauen an der Universität Delhi. In den USA setzte sie ihre Ausbildung fort. Am College of William & Mary machte sie einen Master-Abschluss in Psychologie und promovierte in Harvard in Sozialpsychologie bei Robert Rosenthal. In Harvard lernte sie ihren Ehemann Raj Marphatia kennen, der an der juristischen Fakultät von Harvard studierte.
1991 wurde Ambady Assistenzprofessorin am College of the Holy Cross. Später wurde sie außerordentliche Professorin an der Tufts University. Sie ging 2011 an die Universität Stanford und war die erste Person indischer Herkunft, die in Stanford Psychologie lehrte. In ihrer akademischen Laufbahn hat sie vor allem das Konzept der „Thin Slice Judgments“ eingeführt und umfassend erforscht. Während ihrer Lehrtätigkeit in Stanford gründete sie das SPARQ-Zentrum und baute es bis zu ihrem Tod durch Leukämie im Jahr 2013 weiter aus.